# Reintroducció

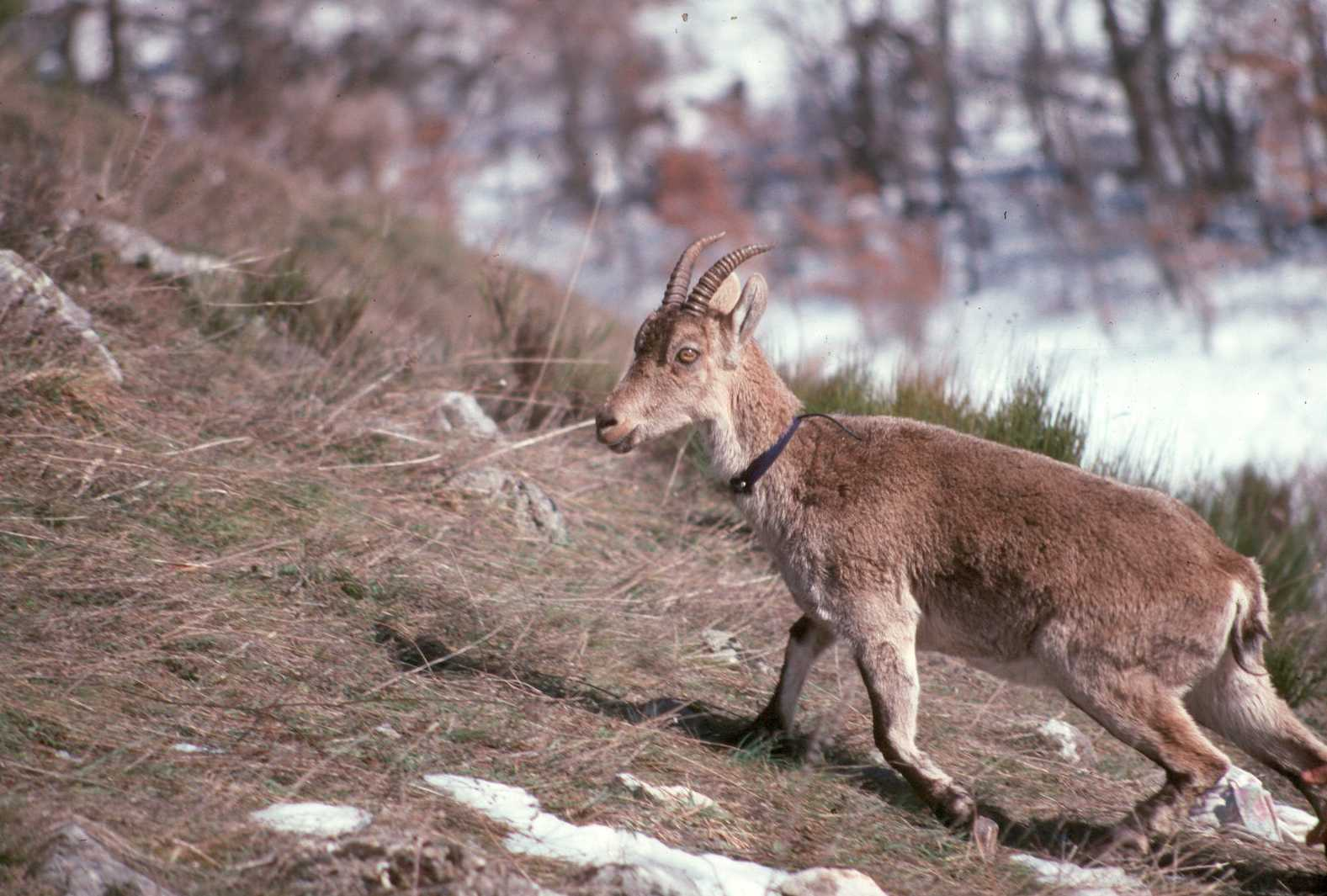
Exemplar de cabra salvatge ibèrica (Capra pyrenaica) reintroduït a la Serralada Cantàbrica.

La reintroducció és l'alliberament deliberat d'espècies en la naturalesa, des del captiveri o reubicació des d'altres àrees on l'espècie sobreviu. Això sol concernir espècies que estan amenaçades, extintes localment o bé extintes en estat salvatge. Com que la reintroducció implica espècies natives (en oposició a introduïdes o exòtiques) que s'han extirpat o extingit localment, alguns prefereixen el terme «restabliment». Quan l'alliberament d'individus es realitza sobre una població preexistent, generalment al caire de l'extinció que requereix un increment per raons demogràfiques o genètiques l'actuació s'anomena reforç poblacional. La reintroducció pot fer part d'un programa de renaturalització quan les espècies desaparegudes no tornen espontàniament.

## Habilitats de supervivència
Pot ser molt difícil reintroduir espècies extintes a la natura, fins i tot si els seus hàbitats naturals són restaurats. Les habilitats de supervivència d'espècies animals, que normalment són passades de pares a fills durant la criança es perden en la captivitat. La constitució genètica de l'espècie es manté, però les adaptacions culturals al medi natural es perden.
Al començament de la dècada del 1980, els biòlegs havien comprès que molts mamífers i aus necessiten molt aprenentatge per poder sobreviure en la natura. Per això, els programes de reintroducció han de ser planejats amb cura, per assegurar que els animals tinguin les habilitats de supervivència necessàries. Els biòlegs també han d'estudiar als animals després de la reintroducció per conèixer si sobreviuen i es reprodueixen, quins efectes té la reintroducció en l'ecosistema i com millorar el procés.
Així i tot, es pot necessitar un gran nombre d'exemplars per a ser reintroduïts a la natura per assegurar que un nombre suficient d'ells aprengui com sobreviure. Per exemple, en la reintroducció de la hubara africana en llibertat als Emirats Àrabs Units, es van usar més de 5.000 aus a l'any.

## Grup d'Especialistes en reintroducció de la UICN/CSE
El Grup d'Especialistes de Reintroducció (RSG, de l'anglès Reintroduction Specialist Group) de la Unió Internacional per a la Conservació de la Natura (UICN) és un dels més de 100 grups d'especialistes de la Comissió de Supervivència d'Espècies (SSC, de l'anglès Species Survival Commission), la qual és una de les sis comissions de la UICN, amb seu a Gland, Suïssa. L'RSG és un dels pocs grups basats en disciplines (per exemple, veterinària, reproducció per a la conservació), en lloc de basar-se en taxons com la majoria (per exemple, cocodrils, gats, orquídies).
El paper de l'RSG és promoure el restabliment viable de poblacions d'animals i plantes en el seu hàbitat natural. La necessitat d'aquest rol es deu a la demanda incrementada de practicants de reintroduccions, la comunitat global de conservació i l'increment en els projectes de reintroducció a nivell mundial.
Un creixent nombre d'espècies d'animals i plantes s'estan tornant escadussers, o fins i tot extingint-se en la natura. En un intent de restablir poblacions, les espècies poden, en alguns casos, ser reintroduïdes a una àrea, tant per translocacions des de poblacions silvestres existents o per reintroducció d'animals criats en captivitat o plantes propagades artificialment.

## Alguns programes de reintroducció d'èxit o en curs
- Turó de peus negres als Estats Units d'Amèrica i Mèxic[4]
- Cangur rata de cua d'escombra a Austràlia (en curs) [cal citació]
- Còndor de Califòrnia, a Califòrnia (EUA) i Mèxic (en curs) [cal citació]
- Castor Europeu a diversos indrets d'Europa (reeixit)[5][6]
- Llúdria comuna als Països Baixos (en curs) [cal citació]
- Linx nòrdic a Suïssa (reeixit), i altres parts d'Europa (en curs) [cal citació]
- Voltor negre al Massís Central de França [cal citació]
- Voltor comú al Massís Central de França (reeixit), els Apenins centrals d'Itàlia, i el nord i sur d'Israel (en curs)
- Trencalòs als Alps (reeixit) [cal citació]
- Xoriguer petit a Espanya [cal citació]
- Oca riallera petita a Suècia i Alemanya (en curs) [cal citació]
- Bou mesquer a Alaska (EUA.) (reeixit) [cal citació]
- Ibis ermità a Espanya,[7] Àustria i Itàlia (en curs) [cal citació]
- Íbex de Núbia a Israel (reeixit) [cal citació]
- Cérvol del Pare David a la Xina (en curs) [cal citació]
- Falcó pelegrí a l'Anglaterra meridional[8] Alemanya, Hongria,[9] Polònia, Suècia[10] i Noruega
- Daina persa a Israel (en curs) [cal citació]
- Cavall de Przewalski a Mongòlia (en curs) [cal citació]
- Milà Reial a Irlanda,[11] i en Chilterns, Black Isle, Northamptonshire, Dumfries i Galloway, North Yorkshire, Perth i Kinross, i Gateshead al Regne Unit (reeixit) [cal citació]
- Àguila daurada a Irlanda (en curs) [cal citació]
- Bisó europeu a Polonia i Belarús (reeixit) i altres parts d'Europa (en curs) [cal citació]
- Llop a Wyoming, (EUA) (reeixit) [cal citació]
- Òrix d'Aràbia a Oman (reeixit) [cal citació]

- Astor comú – la població existent al Regne Unit es creu que és derivada d'una barreja d'aus de falconeria escapades i d'introduccions deliberades– (reeixit) [cal citació]
- Formiguera gran a l'oest i sud-oest d'Anglaterra – (reeixit i en curs) [cal citació]
- Àguila peixatera a Rutland Water, Regne Unit – (reeixit) [cal citació]
- Pigarg cuablanc a la costa est d'Escòcia i en las Hèbrides, Regne Unit – (reeixit) [cal citació]
- Damer puntejat a Somerset, Regne Unit – (reeixit) [cal citació]
- Damer boscà a Essex, Regne Unit – (reeixit) [cal citació]
- Pioc salvatge eurasiàtic a la plana de Salisbury, Regne Unit – (en curs) [cal citació]
- Gall de cua forcada a Derbyshire, Regne Unit – (en curs) [cal citació]
- Guatlla maresa eurasiàtica a Cambridgeshire, Regne Unit – (en curs) [cal citació]
- Senglar a diversos llocs d'Anglaterra, Regne Unit – (accidental, reeixit) [cal citació]
- Esquirol comú a Anglesey, Regne Unit – (reeixit i en curs)[12]

## Alguns programes de reintroducció planejats o proposats al món[Quan?]
- Projecte de reintroducció del lleó asiàtic al Santuari de Vida Silvestre de Kuno des de la seva únic reducte actual al món, el Parc Nacional Bosc Gir. El Santuari de Vida Silvestre de Kuno és el lloc escollit per a la reintroducció i establiment de la segona població mundial completament separada de Lleons Asiàtics en llibertat a l'estat de Madhya Pradesh, Índia.
- Grua europea a Anglaterra, Regne Unit (proposta per començar el 2008)
- Llop a Escòcia (proposta)
- Pigarg cuablanc a Anglaterra i Gal·les, Regne Unit (proposta per reintroduir a Norfolk el 2009)
- Argentada comuna a Essex, Regne Unit
- Linx nòrdic a Anglaterra i Escòcia, Regne Unit (proposta)

## Algunes propostes de Reintroducció rebutjades
Propostes de reintroducció de bèsties salvatges pel moviment The Wild Beasts Trust al Regne Unit.
- Castor europeu a Escòcia, Regne Unit (2005)